# Theo Bair
Thelonius Alston Bradley „Theo” Bair (ur. 27 sierpnia 1999 w Ottawie) – kanadyjski piłkarz pochodzenia jamajskiego występujący na pozycji napastnika, reprezentant Kanady, od 2024 roku zawodnik francuskiego AJ Auxerre.